# Ma Long
Ma Long (cinese semplificato: 马龙; cinese tradizionale: 馬龍; pinyin: Mǎ Lóng; Anshan, 20 ottobre 1988) è un tennistavolista cinese.
Largamente considerato il miglior pongista di sempre, è l'unico giocatore maschile nella storia ad aver completato due volte il "Grande slam" del tennistavolo, che comprende le tre competizioni individuali più importanti: Coppa del mondo (2012, 2015, 2024), Campionati mondiali (2015, 2017, 2019), Giochi olimpici (2016, 2020). Inoltre ha completato 2 volte anche Full Grande Slam del Tennistavolo (con l'aggiunta dei ITTF World Tour Grand Finals) ed è il primo nella storia a detenere contemporaneamente il titolo dei quattro tornei a cadenza differente (annuale, biennale e quadriennale). Ha inoltre vinto tutte le competizioni individuali possibili, mondiali, cinesi ed asiatiche. Detiene il record del numero di tornei ITTF World Tour vinti al singolare maschile (28), nonché delle ITTF Word Tour Grand Final (6).
Ma è rimasto al primo posto della classifica mondiale per un totale di 64 mesi, con un periodo consecutivi di 34 da marzo 2015, il massimo nella storia del tennistavolo maschile. È stato campione del mondo nel singolare nel 2015, 2017 e 2019. Soprannominato il "dittatore" o il "drago" (per via del suo nome Lóng, ovvero "drago", in onore dell'anno zodiacale della sua nascita). Dal 2014 capitano della squadra maschile cinese, si è ritirato dalla classifica mondiale il 31 dicembre 2024.
Il 23 aprile 2025, Ma Long è stato nominato vicepresidente dell'Associazione cinese di tennistavolo, dopo la nomina del presidente Wang Liqin.

## Stile
Ma Long è probabilmente il migliore giocatore della storia grazie al suo gioco di top vicino e lontano dal tavolo, ma anche al suo tocco e alle variazioni.
Il servizio, uno dei migliori al mondo per velocità ed effetto, è difficilmente leggibile da parte degli avversari e ciò gli consente spesso di aprire il gioco per primo con un potente attacco sulla terza palla. Agli inizi della carriera, il suo gioco era orientato soprattutto all'attacco con il dritto. Oggi il suo rovescio è diventato più consistente e veloce, e questo gli consente di attaccare da qualsiasi posizione senza farsi trovare scoperto. Inoltre, a differenza degli altri migliori giocatori del mondo, utilizza spesso e con successo spettacolari smorzate (chop-block). La varietà dei suoi colpi lo rende attualmente il giocatore più completo del circuito.

## Carriera
Dopo aver vinto sia i campionati asiatici che i mondiali giovanili, Ma Long è diventato il più giovane campione del mondo di tennis tavolo con la vittoria ai mondiali a squadre di Brema 2006. Ma Long ha sviluppato il suo gioco sotto la guida degli allenatori Ma Kai Xuan, Qin Zhi Jian e Liu Guoliang. Già prima di compiere 22 anni, aveva ottenuto le finali di 11 ITTF World Tour tournaments (vincendone 8). Vince anche l'Asian Cup e 2 volte i World Tour Grand Finals, e raggiunge la finale degli Asian Championships 2 volte (perdendo contro Wang Hao nel 2007 e vincendo nel 2009). In più, raggiunge la finale dei China National Games perdendo sempre contro Wang Hao.

### 2010-2012
Nonostante fosse il numero 1 del ranking per la maggior parte del biennio 2010–2012, non è stato scelto per partecipare al torneo di singolo alle Olimpiadi di Londra 2012 a causa della sua momentanea discesa in classifica. Infatti, dopo una serie di 560 giorni di imbattibilità nel world tour, ha inizialmente perso per 4-1 con il coreano Lee Sang-su al 2012 Korea Open, dopodiché è stato sconfitto da Kōki Niwa in sei set all'Asian Olympic Qualification Tournament. Inoltre pesò, nella decisione di Liu Guoliang, la sua sconfitta, ai mondiali di Rotterdam 2011, contro Wang Hao, la seconda di fila dopo quella di Yokohama 2009. In pratica, nonostante fosse comunemente riconosciuto come il miglior giocatore del mondo, gli furono preferiti il campione del mondo Zhang Jike e il più esperto Wang Hao, che conclusero il torneo olimpico rispettivamente al primo e second posto. Long comunque contribuì alla vittoria a squadre.
Liu Guoliang ricordò ai media che Ma Long possedeva tutte le capacità per diventare il migliore, ma doveva ancora migliorare sotto l'aspetto psicologico. Infatti, nonostante molte vittorie nette e performance strepitose contro stranieri e connazionali, sembrava sentire più degli altri la tensione nei palcoscenici davvero importanti. Ne sono sintomi evidenti le sconfitte contro Timo Boll e Vladimir Samsonov nelle semifinali delle World Cup 2008 e 2009 e ancora di più quelle contro Wang Hao, che lo fermò al gradino più basso del podio mondiale in ben 3 occasioni (2009, 2011 e 2013).
La vittoria nella World Cup di Liverpool del 2012, ottenuta in finale contro Timo Boll per 4-0, è il primo torneo “major” vinto da Ma Long.

### 2013-2014
Dopo la pesante sconfitta contro Wang Hao nelle semifinali dei mondiali di Parigi 2013, quando da molti era attesa una sua rivincita, Ma Long concluse bene l'anno, vincendo i due China Open (prima contro Wang Hao e poi contro Xu Xin), dopodiché vinse per la terza volta (record) i campionati asiatici e gli importanti China National Games al termine di un duro incontro con il giovane fenomeno Fan Zhendong. Alla fine dell'anno giunse la sconfitta ai World Tour Grand Finals per mano di Xu Xin (4-3).
A marzo 2014, vince l'Asian Cup per la quarta volta, al termine di un grande incontro contro Fan Zhendong. Ai mondiali a squadre del 2014, riesce nell'impresa di non perdere nemmeno un set, esattamente come a quelli del 2012 e all'open di Svezia del 2011 (unico giocatore nell'era dei set all'11). Inoltre, nella finale contro la Germania, “il capitano” gioca un ruolo fondamentale, battendo Timo Boll e Dimitrij Ovtcharov, probabilmente i due migliori giocatori non cinesi al mondo. Dopodiché si aggiudica il China Open per la quinta volta, raggiungendo il record di Wang Liqin. Il primo incontro in un major contro il compagno rivale Zhang Jike arriva nella finale di World Cup a Düsseldorf del 2014. Nonostante la stagione positiva e i precedenti favorevoli, il match si conclude in favore del campione olimpico per 12-10 al settimo set. Questa sconfitta contribuì a far crescere le critiche nei confronti di Ma Long, colpevole di non rendere quando la sfida conta di più.

### 2015-2016
Il 2015 è però l'anno delle rivincite per Ma Long, che vince l'Open del Kuwait 4-1 su Xu Xin in finale e poi il German Open, prendendosi la rivincita su Zhang Jike in conclusione di un grande match che lo vedeva perdere 3 set a 1.
Ma la sua più grande vittoria arriva ai mondiali in Cina del 2015, dove non perde più di un set prima della finale, nella quale sconfigge per 4-2 il connazionale Fang Bo. Ma Long vince anche il China Open per la sesta volta (record), 4-1 contro Xu Xin. A settembre, guida la sua squadra, il Ningbo, alla vittoria della Chinese National League. Alcuni infortuni non gli permettono di partecipare agli Asian Championship 2015, ma si riprende per la World Cup in Halmstad in ottobre. Qui, tranne un set perso contro Omar Assar agli ottavi di finale, non concede nulla agli avversari, che riescono ad aggiudicarsi una media di 6 punti a set. Dopo la vittoria 4-0 su Fan Zhendong, Ma Long non partecipa agli ultimi due tornei del World Tour ma riesce comunque a qualificarsi come primo alle Grand Finals grazie alle sue precedenti vittorie. A Lisbona si conclude in maniere spettacolare l'anno perfetto di Ma Long, che alle Grand Finals sconfigge prima Zhang Jike per 4-2 in semifinale e poi Fan Zhendong in finale, vincendo 11-9 al settimo set dopo essere stato in svantaggio per 3-2 (8-6 al sesto set) e 6-2 nel set decisivo. Con questa vittoria Ma ottiene il record per numero di Grand Finals vinte (4), e si pone in pole position per i Giochi Olimpici di Rio 2016.
A gennaio 2016, continua il suo stato di grazia, con la vittoria del German Open, conquistato in finale contro Vladimir Samsonov, unico giocatore in grado di strappargli un set.
La vittoria ai Giochi di Rio nel singolare maschile lo ha proiettato nell'Olimpo del tennis tavolo, assieme ai 4 vincitori del “Grande Slam” (Olimpiadi, Campionati del mondo e Coppa del mondo), Waldner, Liu Guoliang, Kong Linghui e Zhang Jike. È il secondo giocatore dopo Zhang Jike ad essere il detentore di tutti e tre i titoli contemporaneamente e, a differenza di quest'ultimo, ha vinto ogni importante competizione possibile, dai major agli ITTF World Tour alle competizioni asiatiche e cinesi.

### 2017-2018
Ma ha iniziato il 2017 vincendo il Qatar Open a febbraio per il secondo anno consecutivo, sconfiggendo in finale Fan Zhendong per 4-1 e perdendo poi la finale dei Trials Marvellous 12 sempre contro Fan.  Ai Campionati asiatici tenutisi a Wuxi ad aprile ha perso contro il coreano Jeong Sangeun 3-1 nei sedicesimi di singolare maschile, sorpresa del torneo.
Nonostante l'inizio del 2017 con alti e bassi, a Ma è stata data la possibilità di partecipare ai campionati del mondo che si sono tenuti a Düsseldorf da fine maggio a inizio giugno. Entrato come testa di serie numero 1, Ma ha superato i primi quattro turni senza troppi problemi, ad eccezione di una dura partita di sei set contro lo svedese Anton Kallberg, con cui non aveva mai giocato prima. Nei quarti di finale ha affrontato Timo Boll, che aveva giocato un ottimo torneo davanti al pubblico di casa. Ha quindi prenotato rapidamente il suo posto in finale spazzando il compagno di squadra Xu Xin, che stava facendo la sua seconda apparizione in una semifinale di singolare WTTC (è stato anche travolto da Zhang Jike nel 2013). La finale del singolare maschile del WTTC 2017 non ha deluso. Ma e Fan si sono affrontati ancora una volta in una competizione importante, avendo giocato almeno una volta in ogni major negli ultimi due anni tranne le Olimpiadi. La vittoria lo ha messo alla pari con Zhang Jike e Ma Lin per il maggior numero di titoli del Grande Slam (5) ed è diventato il primo uomo con 10 titoli major. Questo ha anche segnato il suo sesto titolo major consecutivo vinto. Dal 2015 aveva vinto tutte le principali competizioni a cui aveva partecipato.
A giugno, Ma ha vinto il Japan Open a Tokyo, battendo Xu (che lo aveva sconfitto lì l'anno precedente) in 6 partite e Fan in 5 sulla strada per il titolo. Questa è stata la prima volta che ha vinto in Giappone, di conseguenza ha vinto in tutte le principali tappe dell'ITTF World Tour (Kuwait, Germania, Cina, Qatar, Giappone e Corea).
Da fine agosto a inizio settembre, Ma ha rappresentato Pechino ai Giochi nazionali cinesi del 2017 in tre eventi: singolare, doppio e a squadre. La partnership di doppio maschile dei campionati del mondo 2011 si è riunita quando Ma e Xu Xin sono stati accoppiati insieme nell'evento di doppio. Hanno navigato verso la finale, spazzando via tutti i loro avversari lungo la strada, per affrontare i campioni in carica Fan e Zhou Yu del PLA. La partita è stata epica ed è andata avanti per sette set. Ma e Xu persero di poco la partita finale con un margine minimo (9–11), accontentandosi dell'argento, mentre Fan e Zhou difesero il loro titolo. Dopo la partita, entrambe le coppie hanno riconosciuto che Xu era stato colpito da infortuni subiti dal giocare in profondità nell'evento a squadre, vinto contro Shanghai. Gli infortuni alla fine hanno costretto Xu a ritirarsi dall'evento in singolo il giorno successivo. Analogamente al doppio, Ma ha navigato abbastanza facilmente nel torneo in singolo, senza mai perdere più di una partita fino alla finale. Lì, ha incontrato ancora una volta Fan, che aveva saltato la semifinale a causa degli infortuni di Xu. Dopo aver vinto il primo gioco, Ma si è ritrovato sotto 2-1, mentre Fan controllava gli scambi con il suo rovescio. Tuttavia, Ma ha aggiustato la sua tattica e Fan non è stato in grado di rispondere in modo appropriato, portando a una vittoria per 4-2 e una difesa di successo del titolo di singolare maschile per Ma. Con la vittoria, è diventato il secondo uomo a vincere due titoli in singolare ai China National Games (dopo Wang Tao nel 1987 e nel 1997) ed è il primo a vincerne due di fila. Ha giocato le ultime tre finali di singolare ai Giochi Nazionali, primo giocatore a farlo.
La successiva grande competizione a cui Ma ha partecipato è stata la Coppa del Mondo 2017, tenutasi a Liegi in ottobre. Come prima testa di serie, Ma è passato automaticamente alla fase a eliminazione diretta, dove ha registrato vittorie su Omar Assar e Koki Niwa. In semifinale ha affrontato Timo Boll, che aveva sconfitto Lin Gaoyuan in un epico scontro di sette partite in cui il tedesco aveva vinto nonostante fosse sotto 10-4 nella partita finale. La partita tra Boll e Ma è stata significativa perché i due si erano affrontati nelle semifinali dei Mondiali 2008, sempre a Liegi. Ancora più casualmente, la partita ha rispecchiato il loro incontro nove anni prima, con Ma in vantaggio per 3-1, poi Boll che ha preso le due partite successive per forzare un settimo posto. Proprio come la sua partita con Zhang Jike nella finale della Coppa del Mondo 2014, Ma si è trovato sotto 10-8 nella partita decisiva, ma è riuscito a pareggiare sul 10-10. Boll ha vinto i successivi due punti, aggiungendo un nuovo capitolo al suo leggendario elenco di risultati ottenuti a Liegi (dove aveva sconfitto consecutivamente il trio cinese di Ma Lin, Wang Liqin e Wang Hao per vincere la Coppa del Mondo 2005 e aveva raggiunto la finale nel 2008 battendo Ma). La sconfitta è stata un colpo devastante per Ma, e questo è stato visibile durante la partita per il terzo posto contro il francese Simon Gauzy. Ma ha perso due dei primi tre game, prima di recuperare per vincere la partita in sei game. Questa è stata la sua ultima competizione internazionale nel 2017, perché sua moglie aspettava un bambino. Ha ancora giocato nella Super League cinese, ma non ha viaggiato fuori dalla Cina per giocare ad alcun torneo. Suo figlio è nato il 9 dicembre 2017.
All'inizio del 2018, la classifica mondiale di Ma è scesa al nono posto a causa della sua inattività. L'ITTF aveva precedentemente annunciato che stava implementando un nuovo sistema di classifica all'inizio del nuovo anno, e il nuovo sistema dava più peso all'attività che alla forza di gioco di un giocatore. Per questo motivo, Ma non solo ha perso il primo posto in classifica, che aveva tenuto negli ultimi 34 mesi, ma è anche uscito dai primi cinque della classifica mondiale ITTF per la prima volta dal 2011. Nonostante fosse classificato più basso, Ma ha fatto sentire la sua presenza alla Coppa del Mondo a squadre 2018 tenutasi a Londra alla fine di febbraio. È rimasto imbattuto sia in singolare che in doppio durante l'intero torneo e ha aiutato la Cina a spazzare via il Giappone in finale.
A marzo, Ma ha vinto il German Open per la quinta volta su un campo molto forte. Ha sconfitto Maharu Yoshimura, Jun Mizutani, Timo Boll, Wong Chun Ting e il connazionale Xu Xin per ottenere il suo 25º titolo ITTF World Tour in singolare, che ha portato la sua classifica mondiale al 6º posto. A causa del nuovo sistema di classifica ITTF, il Team China non è stato sorteggiato per primo al WTTC 2018 tenutosi ad Halmstad da fine aprile a inizio maggio. Tuttavia, Ma e i suoi compagni di squadra cinesi non hanno avuto alcuna difficoltà nella fase a gironi. Tuttavia, è sopravvissuto a uno spavento nei quarti di finale quando l'austriaco Robert Gardos ha portato Ma al quinto set. Ma ha riaffermato il suo dominio per il resto del torneo, sconfiggendo lo svedese Mattias Karlsson in 3 set davanti al pubblico di casa di quest'ultimo e poi spazzando via Timo Boll in finale, mentre la Cina ha sconfitto la Germania testa di serie per rivendicare il loro 21º titolo nell'evento.
Dopo la vittoria della Cina ad Halmstad, Ma ha vinto il China Open, sconfiggendo Lin Yun-Ju, Wang Chuqin, Liang Jingkun, Lim Jonghoon e Fan Zhendong per vincere il suo 26º titolo ITTF World Tour in singolare. Tuttavia, questo sarebbe stato il suo ultimo evento singolo di successo per nove mesi. Al Japan Open, è stato sconfitto in sei partite dalla stella nascente giapponese Tomokazu Harimoto e, sebbene abbia vinto il titolo di doppio con Xu Xin al Bulgaria Open ad agosto, ha perso contro Liam Pitchford nei sedicesimi di singolare maschile.
Ma ha avuto un grave infortunio al ginocchio, che lo ha tenuto fuori da tutti i tornei per il resto del 2018, tra cui l'Austrian Open, la Coppa del Mondo, l'Open di Svezia e il World Tour Grand Finals 2019. Molti si chiedevano se sarebbe mai potuto ritornare a giocare e soprattutto ritornare ai livelli precedenti. Gli infortuni di Ma sono persistiti fino al 2019, impedendogli di partecipare al Marvelous 12, la qualificazione cinese per il WTTC 2019 a Budapest ad aprile. Nonostante ciò, è stato comunque inserito nella formazione cinese per i campionati sia in singolare che in doppio. Il suo tanto atteso ritorno alle competizioni internazionali è arrivato al Qatar Open a fine marzo. Non era chiaro come avrebbe giocato a causa della sua assenza di sette mesi, e si è visto quando ha avuto bisogno di sei set per sconfiggere Tristan Flore nella sua partita di apertura. Nonostante questo, ha in seguito eliminato 4-0 consecutivamente Timo Boll e Jun Mizutani, poi ha vinto una partita combattuta di sei game contro Xu Xin in semifinale. Nella finale contro il connazionale Lin Gaoyuan, ha superato uno svantaggio di 0-2, di cui 2-7 nel quinto game, vincendo in sei game. Immediatamente dopo aver vinto la partita, ha posato davanti alla telecamera, sembrando pulire la polvere dalla sua racchetta per indicare che stava bene anche dopo essere stato inattivo per così tanto tempo. La vittoria lo ha affiancato a Vladimir Samsonov per il maggior numero di titoli singoli ITTF World Tour da un giocatore maschile con 27.

### 2019-2020
Tuttavia, non tutto stava andando alla perfezione per Ma Long, poiché ha subito la sua prima sconfitta contro Fan Zhendong in una competizione internazionale nella finale del 2019 Asian Cup, che ha portato molti a credere che il regno del Drago sarebbe presto giunto alla fine. Anche se era possibile che potessero presto incontrarsi di nuovo ai Campionati del mondo, questo non è accaduto in quanto Fan è stato sconfitto 4-2 dal connazionale di livello inferiore Liang Jingkun in uno dei tanti sconvolgimenti del torneo, che è stato poi successivamente sconfitto da Ma Long 4-1 in semifinale; il secondo giocatore cinese che aveva eliminato nel torneo oltre a Lin Gaoyuan. In finale, Ma ha sopraffatto lo svedese Mattias Falck 4-1 per vincere il suo terzo campionato mondiale consecutivo, diventando il primo giocatore dopo Wang Liqin a vincere tre di questi titoli e il primo dopo Zhuang Zedong (nel 1961, 1963 e 1965) a vincerli consecutivamente.
Nel 2020 dopo lo stop dovuto alla pandemia Ma Long ha partecipato e vinto 5-1 contro il giovane Wang Chuqin nel nuovo WTT Macao. Ma si è poi aggiudicato il secondo posto nella Coppa del Mondo 2020, perdendo in finale 4-3 contro Fan Zhendong dopo essere stato in svantaggio 3-1. Anche in semifinale, Ma era stato in svantaggio per 3-1 contro il giapponese Harimoto prima di chiamare un time-out in gara 5 e passare a un servizio high-toss che Harimoto ha avuto difficoltà a leggere. Di conseguenza, Ma è stato in grado di recuperare con una vittoria per 4-3.Tuttavia, Ma ha chiuso l'anno vincendo contro Fan Zhendong 4-1 nelle finali dell'ITTF World Tour estendendo il suo record al sesto titolo nell'evento.
Ma è stato selezionato insieme a Fan Zhendong per rappresentare la Cina nel singolare maschile delle Olimpiadi di Tokyo 2020. Nel match d'esordio delle olimpiadi ha sconfitto Sharath Kamal, agli ottavi ha eliminato Gauzy e Assar ai quarti. La semifinale contro Ovtcharov, nonostante i precedenti confortanti (19-0), è stata molto combattuta e si è conclusa per 11-9 al settimo set. In finale Ma ha battuto ancora il connazionale Fan Zhendong 4-2, diventando così il primo giocatore nella storia a vincere 2 medaglie d'oro consecutive nel singolare maschile e completando così il doppio Grande Slam e Full grande Slam. Dopo la partita, Fan ha definito Ma "il più grande giocatore di questa generazione".

### 2022-oggi
Alle olimpiadi di Parigi 2024 Ma Long è designato portabandiera della nazionale cinese.  
Partecipa solo nella competizione a squadre, assieme a Fan Zhendong e Wang Chuqin. Vincono la medaglia d'oro battendo in finale la squadra svedese per 3-0, arricchendo il suo Palmarès olimpico.

## Vittorie in carriera
Singolo[3]
- Olympics: winner (2016, 2021)
- World Championships: winner (2015, 2017, 2019).
- World Cup: winner (2012, 2015, 2024).
- ITTF World Tour winner (28): Kuwait Open 2007; German Open 2007; Korea Open 2008; Singapore Open 2008; Danish Open 2009; Kuwait Open 2009; China Open 2009; English Open 2009; German Open 2010; China Open 2011; Austrian Open 2011; Swedish Open 2011; Hungarian Open 2012; Qatar Open 2013; China Open (Changchun) 2013; China (Suzhou) Open 2013; China Open 2014; Kuwait Open 2015; German Open 2015; China Open 2015; German Open 2016; Qatar Open 2016; Qatar Open 2017; Japan Open 2017; German Open 2018; China Open 2018; Qatar Open 2019; China Open 2019.
- ITTF World Tour Grand Finals: winner (2008, 2009, 2011, 2015, 2016, 2020).
- Asian Games: winner (2010).
- Asian Championships: winner (2009, 2011, 2013).
- Asian Cup: winner (2008, 2009, 2011, 2014).
- China National Games: winner (2013, 2017).
- All China Table Tennis Championships: winner (2011); runner-up (2007, 2014); SF (2008).
- World Junior Championships: winner (2004).
- Asian Junior Championships: winner (2004).

Doppio
- World Championships: winner (2011, 2019).
- World Tour winner (16): China (Harbin) Open 2005; Slovenian Open 2006; Swedish Open 2007; Danish, Qatar, English Open 2009; Kuwait, German Open 2010; China (Shenzen), Austrian Open 2011; Slovenian, Korea, China (Shanghai) Open 2012; China (Suzhou), China (Changchun) Open 2013; China (Chengdu) Open 2014.
- ITTF World Tour Grand Finals: winner (2006).
- Asian Games: winner (2014).
- Asian Championships: winner (2007, 2009, 2013).
- All China Table Tennis Championships: winner (2010, 2015)
- World Junior Championships: runner-up (2004).
- Asian Junior Championships: runner-up (2003, 2004).

Doppio misto
- Asian Games: QF (2006).
- Asian Championships: winner (2009); SF (2005).
- China National Games: winner (2013).
- All China Table Tennis Championships: winner (2012).
- World Junior Championships: runner-up (2003, 2004).
- Asian Junior Championships: winner (2004).

Squadre
- Olympics: 1st (2012, 2016, 2021, 2024)
- World Championships: 1st (2006, 2008, 2010, 2012, 2014, 2016, 2018).
- World Team Cup: 1st (2009, 2010, 2011, 2013, 2015).
- Asian Games: 1st (2006, 2010, 2014).
- Asian Championships: 1st (2005, 2007, 2009, 2011, 2013).
- All China Table Tennis Championships: 1st (2011, 2012); 3rd (2008)
- Chinese Super League: 1st (2009, 2012, 2013, 2015); 3rd (2014).
- World Junior Championships: 1st (2003, 2004).
- Asian Junior Championships: 1st (2004).

Vittorie totali
5x Olympic Champion (2 Singles, 2 Team)
12x World Champion (3 Singles, 2 Doubles, 7 Team)
9x World Cup winner (2 Singles, 7 Team)
50x ITTF World Tour winner (28 Singles, 22 Doubles)
7x ITTF World Tour Grand Finals Champion (6 Singles, 1 Doubles)
5x Asian Games winner (1 Singles, 1 Doubles, 3 Team)
13x Asian Champion (3 Singles, 2 Doubles, 1 Mixed Doubles, 7 Team)
4x Asian Cup winner (4 Singles)
3x China National Games Champion (2 Singles, 1 Mixed Doubles)
7x Chinese National Champion (1 Singles, 2 Doubles, 1 Mixed Doubles, 3 Team)
5x Chinese Super League Champion (5 Team)
3x World Junior Champion (1 Singles, 2 Team)
3x Asian Junior Champion (1 Singles, 1 Mixed Doubles, 1 Team)

## Record
- Vincitore di 40 match di fila da dicembre 2011.[4]
- Vincitore di 5 tornei senza perdere neanche un set: Swedish Open 2011, WTTC 2012, World Team Classic 2013, WTTC 2014 and WTTC 2016.
- Ha vinto 28 tornei ITTF World Tour in singolo, il primo nel singolare maschile, il secondo in assoluto. (il record è 29 Word Tour che è stato eseguito nel singolare femminile).
- Il primo in assoluto per numero di vittorie (6 volte World Tour Grand Finals; 8 volte China Opens; 3 volte Asian Championships; 4 volte Asian Cup}).
- Assieme a Fan Zhendong è l'unico ad aver vinto ogni categoria dei campionati asiatici.
- Ha una storia di più vittorie che sconfitte contro qualsiasi giocatore contro il quale ha giocato più di un incontro (contando le competizioni cinesi e senza contare i ritiri da infortunio). Gli avversari contro i quali ha i precedenti peggiori sono Wang Hao (17-16) e Vladimir Samsonov (6-5). Solo Daniel Gorak e Koji Matsushita hanno dei precedenti favorevoli, avendolo incontrato una sola volta prima che si affermasse.